# Бистре (Вранов на Топлој)
Бистре (слч. Bystré) насељено је мјесто са административним статусом сеоске општине (слч. obec) у округу Вранов на Топлој, у Прешовском крају, Словачка Република.

## Становништво
| Година:    | 1994. | 2004.   | 2014.   | 2024.   |
| ---------- | ----- | ------- | ------- | ------- |
| Број људи: | 2599  | 2668    | 2698    | 2766    |
| Разлика:   |       | +2,65 % | +1,12 % | +2,52 % |

| Година:    | 2023. | 2024.   |
| ---------- | ----- | ------- |
| Број људи: | 2780  | 2766    |
| Разлика:   |       | -0,50 % |

Према подацима о броју становника из 2024. године насеље је имало 2766 становника.